# Dylan Woodhead
Pour les articles homonymes, voir Woodhead.
Dylan Woodhead est un joueur américain de water-polo né le 25 septembre 1998 à San Anselmo, en Californie. Il a remporté avec l'équipe des États-Unis la médaille de bronze du tournoi masculin aux Jeux olympiques d'été de 2024, organisés à Paris.